# Mangelia androyensis
Mangelia androyensis é uma espécie de gastrópode do gênero Mangelia, pertencente a família Mangeliidae.